# Перюи
Перюи́ (фр. Peyruis, окс. Peirueis) — коммуна во Франции, находится в регионе Прованс — Альпы — Лазурный Берег. Департамент коммуны — Альпы Верхнего Прованса. Главный город кантона Перюи. Округ коммуны — Форкалькье.
Код INSEE коммуны — 04149.

## Население
Население коммуны на 2008 год составляло 2542 человека.
| 1962 | 1968 | 1975 | 1982 | 1990 | 1999 | 2008 |
| ---- | ---- | ---- | ---- | ---- | ---- | ---- |
| 1348 | 1610 | 1627 | 1699 | 2036 | 2217 | 2542 |

## Климат
| Показатель                                 | Янв. | Фев. | Март | Апр. | Май  | Июнь | Июль | Авг. | Сен. | Окт. | Нояб. | Дек. | Год  |
| ------------------------------------------ | ---- | ---- | ---- | ---- | ---- | ---- | ---- | ---- | ---- | ---- | ----- | ---- | ---- |
| Средний суточный максимум, °C              | 8,6  | 10,9 | 14,4 | 16,9 | 21,4 | 25,8 | 29,3 | 28,9 | 24,0 | 18,5 | 12,7  | 9,3  | 18,6 |
| Средняя температура, °C                    | 4,3  | 6,2  | 8,2  | 11,1 | 15,1 | 19,3 | 22,4 | 22,0 | 18,0 | 13,4 | 8,2   | 5,2  | 12,7 |
| Средний суточный минимум, °C               | −0,0 | 0,0  | 3,0  | 5,1  | 8,9  | 12,8 | 15,3 | 15,2 | 12,0 | 8,2  | 3,8   | 1,1  | 7,2  |
| Норма осадков, мм                          | 26,9 | 24,3 | 23,8 | 44   | 40   | 27,9 | 20,9 | 32,7 | 45,9 | 53,5 | 52,4  | 31,7 | 424  |
| Источник: Relevé météorologique de Peyruis |      |      |      |      |      |      |      |      |      |      |       |      |      |

## Экономика
В 2007 году среди 1521 человека в трудоспособном возрасте (15—64 лет) 1080 были экономически активными, 441 — неактивными (показатель активности — 71,0 %, в 1999 году было 67,0 %). Из 1080 активных работали 938 человек (546 мужчин и 392 женщины), безработных было 142 (50 мужчин и 92 женщины). Среди 441 неактивных 117 человек были учениками или студентами, 135 — пенсионерами, 189 были неактивными по другим причинам.